# Vitis zhejiang-adstricta
Vitis zhejiang-adstricta là một loài thực vật hai lá mầm trong họ Nho. Loài này được P.L. Chiu miêu tả khoa học đầu tiên năm 1990.